# Lisa Seiffert
Lisa Seiffert (Queensland, 30 agosto 1982) è una modella australiana.

## Carriera
Nata in una piccola città sulla grande barriera corallina in Australia, Lisa Seiffert comincia a lavorare nel campo della moda giovanissima, e nel settembre 1998, ad appena sedici anni conquista la sua prima copertina dell'edizione australiana di Vogue, a cui seguiranno altri importanti servizi per Elle ed Harper's Bazaar.
La Seiffert diventa un volto noto a livello internazionale grazie ad alcune campagne pubblicitarie come quelle per Abercrombie & Fitch, Bisou Bisou, Marc Cain, Roberta Scarpa, per il profumo Sean John Unforgettable e per la Sisley. Inoltre è apparsa al fianco di Robbie Williams nei video dei brani The Road to Mandalay e Eternity.
Nel 2003 è stata fotografata da Bruce Weber per il calendario Pirelli.

## Agenzie
- Elite Model Management - New York
- NEXT Model Management - Parigi
- Vivien's Model Management - Sydney
- Munich Models
- The Fashion Model Management
- Model Management - Amburgo
- IMG Models - Milano, Londra, New York
- Muse